# أونيو
إي جن غي (ولد في 14 ديسمبر، 1989)، يعرف أفضل باسمه الفني أونيو، هو مغني وممثل كوري جنوبي، ومقدم برامج. وهو قائد فرقة الفتيان الكورية الجنوبية شايني.

## السيرة

### شايني
أكتشف أونيو في 2006 S.M. Academy Casting. تلقى إشادة كبيرة من إي سو مان، مؤسس إس إم إنترتينمنت 

## فيلموغرافيا

### درامات تلفزيونية
| السنة | العنوان                | الدور                            | الشبكة |
| ----- | ---------------------- | -------------------------------- | ------ |
| 2010  | Dr. Champ              | Park Ki-young (cameo)            | SBS    |
| 2010  | Athena: Goddess of War | بإسمه (cameo)                    | SBS    |
| 2012  | Oh My God x2           | بإسمه (cameo)                    | SBS    |
| 2013  | Pure Love              | Choi Joon-young's cousin (cameo) | KBS2   |
| 2013  | Welcome to Royal Villa | بإسمه                            | JTBC   |
| 2016  | Descendants of the Sun | Lee Chi-hoon                     | KBS2   |

## وصلات خارجية
- أونيو على موقع IMDb (الإنجليزية)
- أونيو على موقع ميوزك برينز (الإنجليزية)
- أونيو على موقع أول ميوزيك (الإنجليزية)
- أونيو على موقع ديسكوغز (الإنجليزية)
- أونيو على موقع قاعدة بيانات الفيلم (الإنجليزية)